# Charles Colbert, markýz de Croissy
Charles-François Colbert, markýz de Croissy et de Torcy (Charles-François Colbert, marquis de Croissy et de Torcy) (5. srpna 1629, Remeš, Francie – 28. července 1696, Versailles, Francie) byl francouzský státník a diplomat, mladší bratr Jeana-Baptista Colberta. Od mládí zastával správní funkce ve francouzských provinciích, později byl diplomatem a účastníkem řady mírových jednání. V letech 1668–1674 byl vyslancem v Anglii a nakonec ministrem zahraničí (1680–1696). Patřil k významným osobnostem dobyvačné zahraniční politiky Ludvíka XIV., v roce 1676 získal titul markýze. Funkci ministra zahraničí po něm převzal syn Jean-Baptiste Colbert, markýz de Torcy, který ji vykonával do smrti Ludvíka XIV.

## Život

### Mládí
Pocházel z obchodnické rodiny Colbertů, která během 17. století dosáhla významu ve státních službách a získala několika šlechtických titulů, byl mladším bratrem prvního ministra Jeana-Baptista Colberta. Narodil se jako pátý syn bankéře Nicolase Colberta (1590–1661) a jeho manželky Marie Pussortové (1598–1659). Nicolas působil jako bankéř v Remeši, odkud krátce po Charlesově narození rodina přesídlila do Paříže. Charles od mládí působil ve státních službách a vlivem svého bratra se již v roce 1654 stal intendantem armády lokalizované v jižní Francii. Od roku 1656 byl intendantem v Alsasku a zároveň parlamentním radou v Metách. Ještě za éry kardinála Mazarina pobýval na několika diplomatických misích v německých zemích. V roce 1662 byl prezidentem parlamentu v Metách a v letech 1663–1665 královským zplnomocněncem v provinciích Touraine, Anjou a Maine. Během devoluční války zastával funkci generálního ubytovatele armády (1667–1668). V letech 1668–1675 byl intendantem v Paříži a Île-de-France, tento úřad ale již fakticky nevykonával, protože v té době pobýval jako vyslanec v Londýně. Od roku 1663 byl právníkem u státní rady (maître des requêtes) a od roku 1669 řádným členem státní rady, zastával také čestnou dvorskou funkci pokladníka královských řádů (Grand Trésorier des Ordres du Roi).

### Diplomat a ministr zahraničí

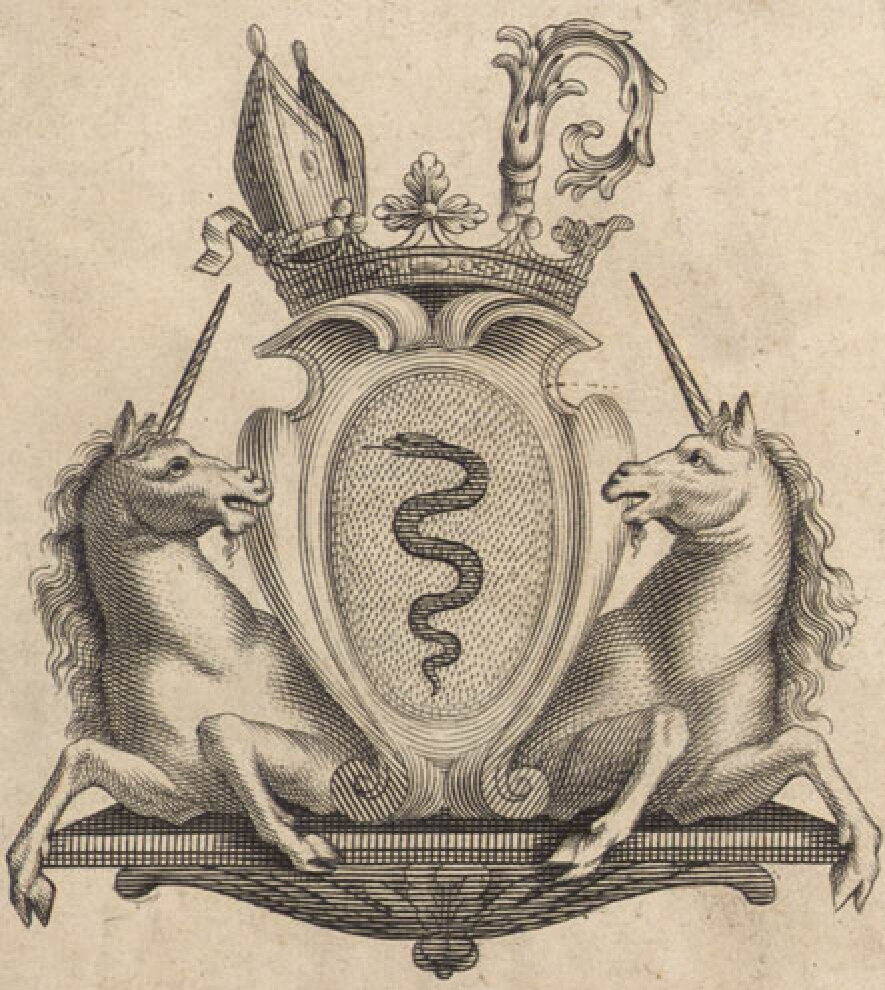
Erb rodu Colbertů

V roce 1668 byl francouzským delegátem při uzavření Cášského míru, kterým Francie mimo jiné potvrdila svůj nárok na dobytá města ve Flandrech a Colbert poté usiloval o funkci intendanta v tomto regionu. V letech 1668–1675 byl vyslancem v Londýně, výsledkem této diplomatické mise byla především Doverská smlouva, která zajišťovala Anglii francouzskou finanční podporu a směřovala ke spojenectví proti Nizozemí. Poté, co Anglie odstoupila od spojenectví, podílel se od roku 1676 na diplomatických jednáních v Nijmegen, která v letech 1678–1679 skončila uzavřením několika mírových smluv (Nijmegenský mír). V roce 1679 byl vyslán do Bavorska, kde jménem králova nejstaršího syna, dauphina Ludvíka, požádal o ruku princezny Marie Anny Bavorské (sňatek byl uzavřen v zastoupení koncem ledna 1680 v Mnichově).
Když byl v roce 1679 odvolán dosavadní zahraniční ministr markýz de Pomponne, na jeho místo byl po návratu z Bavorska jmenován v únoru 1680 Charles Colbert. Jako ministr zahraničí musel akceptovat názory Ludvíka XIV., do jeho kompetencí navíc zasahovali další vlivní ministři, mimo jiné jeho bratr Jean-Baptiste a synovec Jean-Baptiste Colbert, markýz de Seignelay nebo ministr války markýz Louvois. Přesto patřil k významným strůjcům kontroverzní politiky reunií (připojování území na východní hranici Francie, která historicky spadala pod Francouzské království). Reunie vedly k válce (1683–1684), díky níž Francie získala Alsasko, Lucembursko a Štrasburk. Rostoucí moc Ludvíka XIV. o několik let později pod záminkou Falckého dědictví vedla ke vzniku široké protifrancouzské koalice a devítileté válce (1688–1697). Francie sice ještě počátkem 90. let slavila úspěchy na bitevních polích, ale kvůli finančním potížím začaly v roce 1696 probíhat separátní mírové rozhovory s Nizozemím. Charles Colbert jako ministr zahraničí připravil půdu pro mírová jednání, smlouva z Rijswijku byla ale uzavřena až v roce 1697. Charles Colbert de Croissy zemřel již v červenci 1696 na zámku ve Versailles. Za zásluhy získal Řád sv. Ducha a Řád sv. Michala.

### Rodina
V roce 1664 se oženil s Françoise Bérault (též Béraud, 1642–1719), dcerou bohatého bankéře a dvořana Jacquese Béraulta. Françoise při příležitosti sňatku obdržela vysoké finanční věno a navíc byla dědičkou panství Torcy a Croissy (východně poblíž Paříže), od jejichž názvu byl odvozen titul markýze pro tuto rodovou větev. Z jejich manželství pocházelo sedm dětí:
- Jean-Baptiste Colbert, markýz de Torcy (1665–1746), ministr zahraničí 1696–1715
- Charles-Joachim Colbert (1667–1738), biskup v Montpellieru 1696–1738
- Marie-Françoise Colbert (1671–1724), manžel 1696 Louis-Joachim Montagu, markýz de Bouzols (1662–1746), generálporučík, rytíř Řádu sv. Ducha
- Louis-François Colbert, hrabě de Croissy (1677–1747), generálporučík, vyslanec ve Švédsku
- Charlotte Colbert (1678–1765), abatyše v Maubuissonu
- Marie-Thérèse Colbert (1682–1769), manžel 1704 Francesco Maria Spinola, vévoda di San Pietro (1675-1727), španělský grand
- Olympe-Sophie Colbert (1686–1705)